# 児島未散
児島 未散（こじま みちる、1967年4月25日 - ）は、日本の歌手、元・女優。一時期、児島 未知瑠（読み方同じ）の芸名を使用していた。

## 来歴
1967年4月25日、東京都に生まれる。身長168cm。父は俳優の宝田明、母はミス・ユニバース1959優勝者の児島明子。
成城学園高等学校3年時在学中の1985年7月25日、1stシングル「セプテンバー物語」で歌手デビュー。
NHK教育テレビジョン『YOU』の司会を1985年10月から1986年3月まで務めた。
1986年4月1日、成城大学入学。この時期、NACK5『Saturday On The Way』のパーソナリティを務めていた。また牛山真一、小中和哉両監督による青春群像ドラマ『卒業プルーフ』で、比企理恵、宮田恭男と共に卒業を目前に控えた大学生たちの物語を演じた。
1990年12月に発売された7thシングル「ジプシー」が、浅野温子が出演するプレーン&リッチ（ライオン）のCMソングに使われ、36万枚を売り上げるヒットとなる。
1995年、TBS系テレビドラマ『3年B組金八先生』に英語教師の岩崎恵役で出演するなど、女優としての活動を開始。
1998年、『3年B組金八先生スペシャル 9』にて坂本幸作（金八の息子）の担任を演じたのを最後にアメリカ合衆国へ移住。
2002年に帰国後、結婚・出産、離婚を経て2016年より大岡山駅南にある大人向けのアコースティックライブハウス「Goodstock Tokyo」を拠点にライブ活動を再開。
2018年、5月19日・9月8日とキーボード、ギター、ベースを擁したトリオ編成でライブを行い、新曲も披露した。
作詞家・京えりこ、池間史規とのコラボレーションのほか、一部の楽曲では作詞のみならず『喜びの朝のために』以来となる作曲も手がけ、再びシンガーソングライターとしての側面も見せ、TwitterとInstagramにアカウントを設けてのSNS活動も開始した。

## ディスコグラフィ

### シングル
| #             | 発売日          | A/B面        | タイトル                            | 作詞           | 作曲           | 編曲         | 規格品番     |
| フォーライフ  | フォーライフ    | フォーライフ | フォーライフ                        | フォーライフ   | フォーライフ   | フォーライフ | フォーライフ |
| ------------- | --------------- | ------------ | ----------------------------------- | -------------- | -------------- | ------------ | ------------ |
| 1             | 1985年 7月21日  | A面          | セプテンバー物語                    | 松本隆         | 林哲司         | 新川博       | 7K-185       |
| 1             | 1985年 7月21日  | B面          | サンセット・ブールバード            | 松本隆         | 林哲司         | 松原正樹     | 7K-185       |
| 2             | 1985年 11月21日 | A面          | プリテンド                          | 松本隆         | 林哲司         | 新川博       | 7K-202       |
| 2             | 1985年 11月21日 | B面          | 海のリトグラフ                      | 松本隆         | 林哲司         | 松原正樹     | 7K-202       |
| 3             | 1987年 5月21日  | A面          | 100のハートが“I love you”           | 山田ひろし     | 岡本朗         | 鷺巣詩郎     | 7K-263       |
| 3             | 1987年 5月21日  | B面          | マリンブルーの恋人達                | 安藤芳彦       | 村田和人       | 瀬尾一三     | 7K-263       |
| バップ        |                 |              |                                     |                |                |              |              |
| 4             | 1989年 8月5日   | 01           | 夢の手前で                          | 来生えつこ     | 馬飼野康二     | 馬飼野康二   | VAP-20349    |
| 4             | 1989年 8月5日   | 02           | ハッチまた会おうよ                  | 来生えつこ     | 馬飼野康二     | 馬飼野康二   | VAP-20349    |
| 5             | 1989年 12月5日  | 01           | 悲しくなんて                        | 吉元由美       | 林哲司         | 山川恵津子   | VAP-20354    |
| 5             | 1989年 12月5日  | 02           | 水のないプール                      | 吉元由美       | 林哲司         | 林哲司       | VAP-20354    |
| 6             | 1990年 9月21日  | 01           | プロポーズ                          | 来生えつこ     | 鈴木キサブロー | 船山基紀     | VPDB-20382   |
| 6             | 1990年 9月21日  | 02           | 風にバカンス                        | 鷹巴えり       | 馬飼野康二     | 氷室昌之     | VPDB-20382   |
| 7             | 1990年 12月21日 | 01           | ジプシー                            | 魚住勉         | 馬飼野康二     | 馬飼野康二   | VPDB-20395   |
| 7             | 1990年 12月21日 | 02           | 季節の終りに                        | 魚住勉         | Mark Davis     | Mark Davis   | VPDB-20395   |
| パイオニアLDC |                 |              |                                     |                |                |              |              |
| 8             | 1992年 1月29日  | 01           | 一歩ずつの季節                      | 来生えつこ     | 羽田一郎       | 松本晃彦     | PIDL-1045    |
| 8             | 1992年 1月29日  | 02           | あたらしい年 〜ゲレンデにいる貴方へ | 松川真由美     | 松川真由美     | 岩本正樹     | PIDL-1045    |
| 9             | 1992年 10月21日 | 01           | 新しい一日のために                  | 風堂美起       | 松本俊明       | 杉山卓夫     | PIDL-1053    |
| 9             | 1992年 10月21日 | 02           | 伝説の片隅に…                       | 児島未散       | 児島未散       | 松本晃彦     | PIDL-1053    |
| 10            | 1993年 2月25日  | 01           | 恋愛映画は終わり                    | 風堂美起       | 羽場仁志       | 松本晃彦     | PIDL-1073    |
| 10            | 1993年 2月25日  | 02           | ベイサイド・ブルー                  | 風堂美起       | 松本俊明       | 松本晃彦     | PIDL-1073    |
| 11            | 1993年 5月25日  | 01           | めまい 〜Nowhere in Blue〜          | 京恵里子       | JULIA          | 山本姫子     | PIDL-1078    |
| 11            | 1993年 5月25日  | 02           | その記憶の片隅に                    | 京恵里子       | Rie            | 山本姫子     | PIDL-1078    |
| 12            | 1993年 12月21日 | 01           | HEAVEN 〜情熱に嘘をついた〜         | 京恵里子       | 羽場仁志       | 岩本正樹     | PIDL-1089    |
| 12            | 1993年 12月21日 | 02           | やっと、想い出と呼べる              | 京恵里子       | RITSUKO        | 岩本正樹     | PIDL-1089    |
| 13            | 1994年 11月10日 | 01           | そばにいられたなら                  | 児島未散       | 石川寛門       | 須貝幸生     | PIDL-1113    |
| 13            | 1994年 11月10日 | 02           | 一日遅れのBirthday                  | 児島未散       | 石川寛門       | 須貝幸生     | PIDL-1113    |
| テイチクTGM   |                 |              |                                     |                |                |              |              |
| 14            | 1995年 11月22日 | 01           | ひとりじゃもういられない            | まつざきゆうこ | 仁科かおり     | 前野知常     | TMDL-2       |
| 14            | 1995年 11月22日 | 02           | もっと遠くへ                        | 倉増啓         | 須貝幸生       | 前野知常     | TMDL-2       |

### アルバム

#### ベスト・アルバム
1. 児島未散 BEST SELLECTION '89-'91（1991年11月21日発売、VAP VPCB-83112）
2. 児島未散 ザ・ベスト（1992年9月18日発売、フォーライフ FLCF-25166）
3. 児島未散 GOLDEN☆BEST（2011年5月18日発売、VAP VPCC-84176）
4. オール・タイム・ベスト　シフォン（2023年3月15日発売、タワーレコード STPR036）[12]

### タイアップ曲
| 年                            | 楽曲                               | タイアップ                                                      |
| ----------------------------- | ---------------------------------- | --------------------------------------------------------------- |
| 1987年                        | 100のハートが“I love you”          | テレビ朝日系バラエティ番組「テレビBE組」EDテーマ                |
| 1989年7月21日～ 1990年8月31日 | 夢の手前で                         | 日本テレビ系テレビアニメ「昆虫物語みなしごハッチ」EDテーマ      |
| 1989年7月21日～ 1990年8月31日 | ハッチまた会おうよ                 | 日本テレビ系テレビアニメ「昆虫物語みなしごハッチ」挿入歌        |
| 1990年                        | プロポーズ                         | デビアスダイヤモンド・CMソング                                  |
| 1990年                        | ジプシー                           | ライオン「プレーン&リッチ」CMソング                             |
| 1992年                        | 一歩ずつの季節                     | フジテレビ系「ウッチャンナンチャンのやるならやらねば!」EDテーマ |
| 1992年                        | あたらしい年〜ゲレンデにいる貴方へ | 斑尾高原スキー場・CMソング                                      |
| 1992年                        | 新しい一日のために                 | テレビ朝日系「OH!エルくらぶ」EDテーマ                           |
| 1993年                        | HEAVEN〜情熱に嘘をついた〜         | 夏油高原スキー場・CMソング                                      |
| 1994年10月11日～ 1995年2月7日 | そばにいられたなら                 | テレビ朝日系テレビドラマ「八神くんの家庭の事情」挿入歌          |
| 1995年                        | ひとりじゃもういられない           | テレビ朝日系「料理バンザイ!」テーマソング                       |

## フィルモグラフィ

### DVD
1. 卒業プルーフ（2002年4月25日発売、パイオニアLDC ディレクターズ・カット、デラックス版）
形式：Color, Dolby
リージョンコード：リージョン2

## メディア出演

### 映画
- 卒業プルーフ（1987年、パイオニアLDC） - 里見千秋 役

### テレビドラマ
- 『一家だんらん物語』（1986年8月23日～1986年9月27日、TBS） - 女子大生・知美 役　※児島未知瑠名義[15]
- 『ベスト・フレンド』（1987年4月15日、TBS）※児島未知瑠名義[16]
- 新春ドラマスペシャル『森繁久彌の七人の孫』（1987年、TBS）
- 五局共同制作特別企画『ボクのお見合い日記』第2話「京都鴨川恋流れ」（1991年9月8日、TBS・MBS・HBC・CBC・RKB）
- 『3年B組金八先生』 第4シリーズ（1995年10月12日～1996年3月28日、TBS） - 岩崎恵 役[17]
- 『金田一少年の事件簿』 第2シリーズ 第5話・第6話（1996年7月13日～1996年9月14日、日本テレビ） - 醍醐真紀 役[18]
- 『金田一少年の事件簿永久保存版　はじめちゃんが殺害された！～金田一はじめの葬儀実況中継!!その時何かが…～』（1996年9月21日、 NTV）[19]
- 『3年B組金八先生スペシャル』 9「子供を救え！大人達よ立ち上がれ」（1998年4月2日、TBS） - 岩崎恵 役[20]
- 『女検事霞夕子』(11)「家族写真　行方不明の夫を待ち続ける美談の妻が犯した二度目の過ち」（1997年7月22日、NTV）[21]

### ラジオ番組
- Saturday On The Way（NACK5） - パーソナリティ